# Mirac
Mirac este un sat din comuna Kotor, Muntenegru. Conform datelor de la recensământul din 2003, localitatea are 80 de locuitori (la recensământul din 1991 erau 123 de locuitori).

## Demografie
În satul Mirac locuiesc 73 de persoane adulte, iar vârsta medie a populației este de 45,5 de ani (40,2 la bărbați și 53,5 la femei). În localitate sunt 26 de gospodării, iar numărul mediu de membri în gospodărie este de 3,08.
|  |

| Demografie | Demografie | Demografie |
| An         | Locuitori  | Locuitori  |
| ---------- | ---------- | ---------- |
|            |            |            |
|            |            |            |
|            |            |            |
|            |            |            |
| 1948       | 304        |            |
| 1953       | 351        |            |
| 1961       | 292        |            |
| 1971       | 258        |            |
| 1981       | 230        |            |
| 1991       | 123        | 123        |
| 2003       | 80         | 80         |

| \| Componența etnică conform recensământului din 2003[2] \| Componența etnică conform recensământului din 2003[2] \| Componența etnică conform recensământului din 2003[2] \| Componența etnică conform recensământului din 2003[2] \| Componența etnică conform recensământului din 2003[2] \| \| ----------------------------------------------------- \| ----------------------------------------------------- \| ----------------------------------------------------- \| ----------------------------------------------------- \| ----------------------------------------------------- \| \| \| \| \| \| \| \| Muntenegreni \| Muntenegreni \| \| 73 \| 91,25% \| \| Sârbi \| Sârbi \| \| 6 \| 7,5% \| \| necunoscută \| necunoscută \| \| 1 \| 1,25% \| |              |  |    |        |
| Componența etnică conform recensământului din 2003 |              |  |    |        |
| |              |  |    |        |
| Muntenegreni | Muntenegreni |  | 73 | 91,25% |
| Sârbi | Sârbi        |  | 6  | 7,5%   |
| necunoscută | necunoscută  |  | 1  | 1,25%  |